# کاتسوشیکا-کو، توکیو

نقشهٔ منطقهٔ کاتسوشیکا در توکیو

منطقهٔ کاتسوشیکا (به ژاپنی: 葛飾区 Katsushika-ku) یکی از ۲۳ منطقه ویژه توکیو پایتخت ژاپن است. 
این منطقه شمال شرقی توکیو واقع شده و ۳۴٬۸۴ کیلومتر مربع مساحت دارد.

## نگارخانه

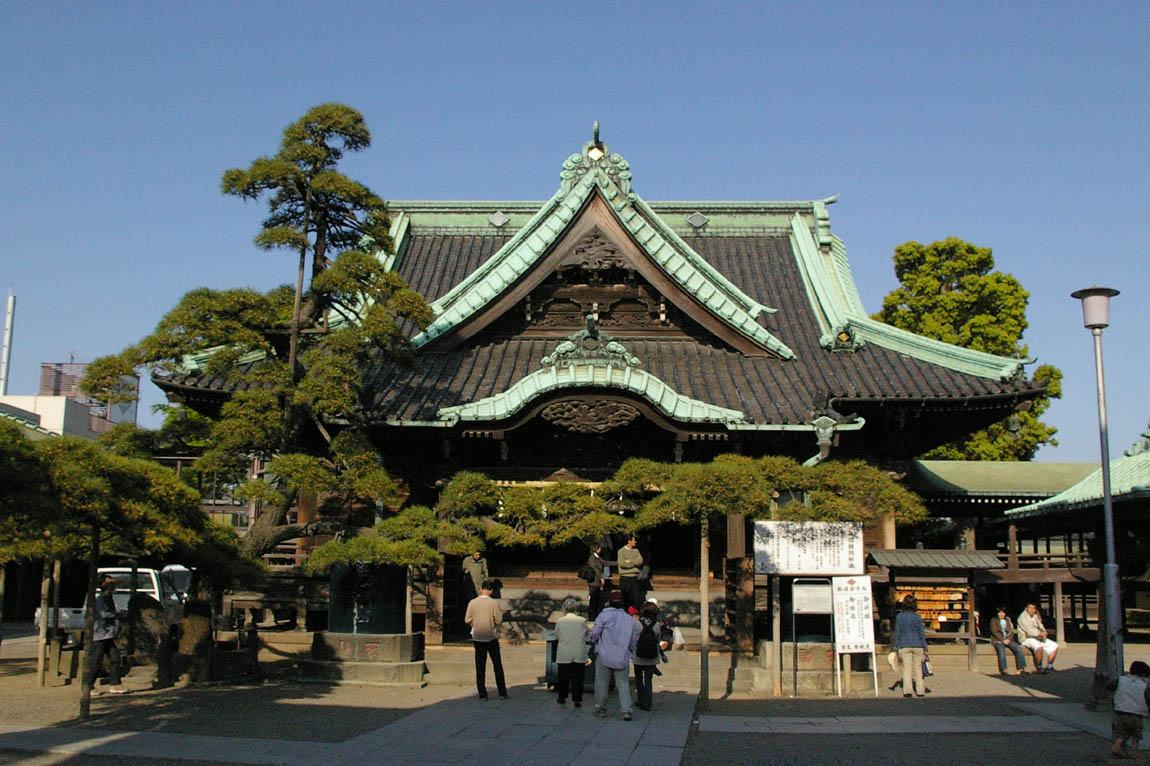
معبد شیباماتا تائیشاکوتن واقع در منطقهٔ کاتسوشیکا